# Congiopodus
Congiopodus is een geslacht van straalvinnige vissen uit de familie van congiopoden (Congiopodidae). Het geslacht is voor het eerst wetenschappelijk beschreven in 1811 door Perry.

## Soorten
- Congiopodus coriaceus Paulin & Moreland, 1979
- Congiopodus kieneri (Sauvage, 1878)
- Congiopodus leucopaecilus (Richardson, 1846)
- Congiopodus peruvianus (Cuvier, 1829)
- Congiopodus spinifer (Smith, 1839)
- Congiopodus torvus (Gronow, 1772)